# يوم روسيا
يوم روسيا (بالروسية: День России) (نقحرة: دْينْ رَاسِييْ) — 12 يونيو — هو عيد من أعياد الدولة، ويوم عطلة، في روسيا.
كان يسمى حتى عام 2002 بـ«يوم قبول إعلان سيادة دولة الاتحاد الروسي» (بالروسية: День принятия Декларации о государственном суверенитете Российской Федерации)
يحتفل به سنوياً منذ عام 1992 (معتمد كيوم عطلة منذ 1991) وهو يوم اعتماد إعلان سيادة الدولة لجمهورية روسيا الاتحادية الاشتراكية السوفيتية [الروسية] في 12 يونيو 1990.